# Česká Ves
Česká Ves (Duits: Böhmischdorf) is een Silezische gemeente in de regio Olomouc, en maakt deel uit van het district Jeseník. Česká Ves telt 2369 inwoners (2023).
Česká Ves was tot 1945 een plaats met een overwegend Duitstalige bevolking. Na de Tweede Wereldoorlog werd de Duitstalige bevolking verdreven.

## Geschiedenis
- 1284 – Een eerste mogelijke schriftelijke vermelding van Česká Ves als Waltheri villa.
- 1416 – De eerste zekere schriftelijke vermelding van Česká Ves.
- 1996 – De gemeente Česká Ves wordt administratief overgeheveld van het district Šumperk naar het nieuw gevormde district Jeseník.[1]

Bělá pod Pradědem ·
Bernartice ·
Bílá Voda ·
Černá Voda ·
Česká Ves ·
Hradec-Nová Ves ·
Javorník ·
Jeseník ·
Kobylá nad Vidnavkou ·
Lipová-lázně ·
Mikulovice ·
Ostružná ·
Písečná ·
Skorošice ·
Stará Červená Voda ·
Supíkovice ·
Uhelná ·
Vápenná ·
Velká Kraš ·
Velké Kunětice ·
Vidnava ·
Vlčice ·
Zlaté Hory ·
Žulová